# Années 500
Les années 500 couvrent la période de 500 à 509.

## Événements

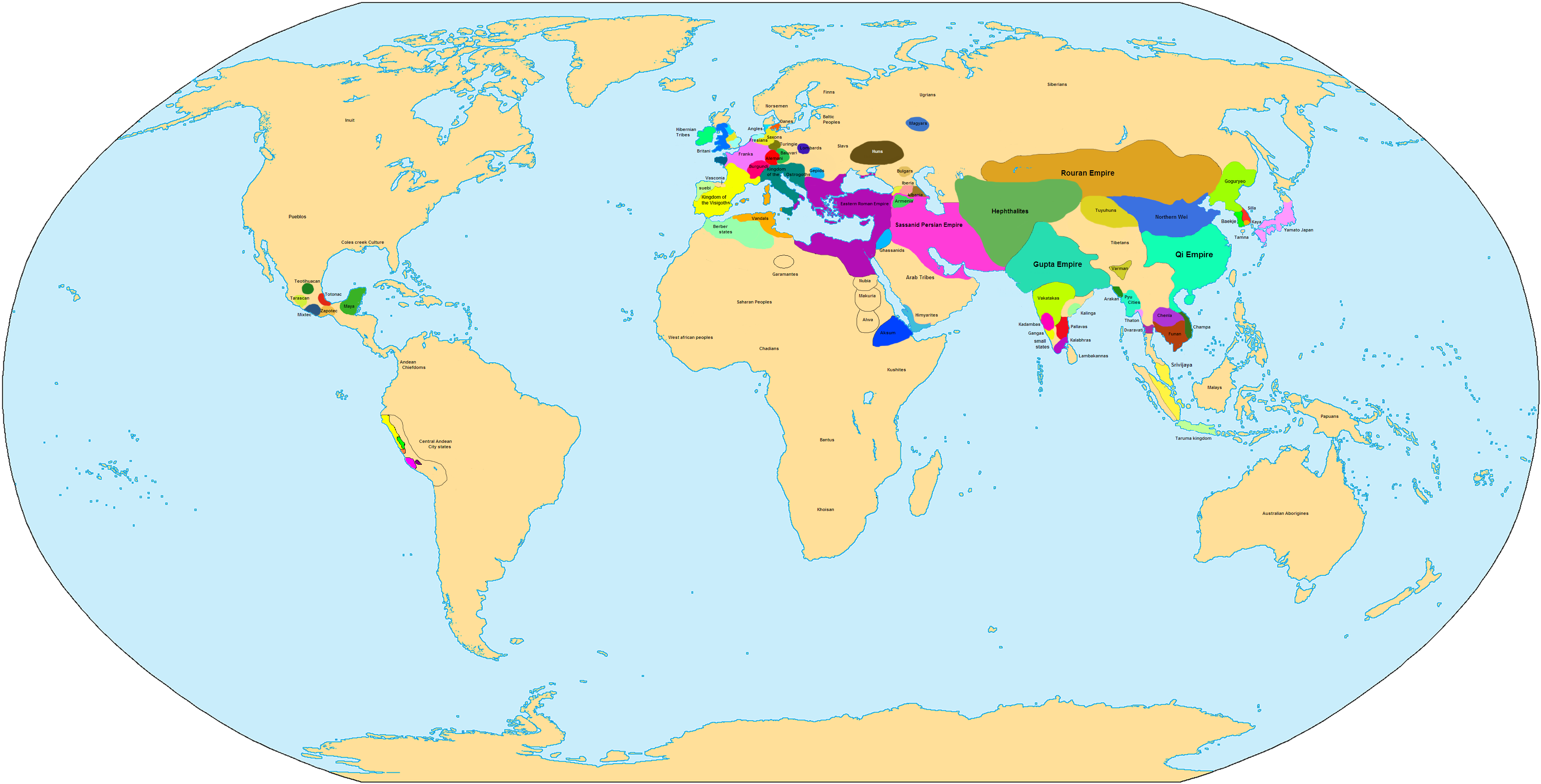
Le monde vers 500

L'Europe vers 500.

- 496-512 : les Slaves sont mentionnés par Procope de Césarée en Bohême et en Moravie[1]. Vers 560, ils dominent le pays, sans doute avec des restes de populations germaniques et celtes.
- 499–531 : développement du mouvement social et religieux de Mazdak en Perse sous le second règne de Kavadh. Pour le prophète Mazdak, la propriété privée est la source de tout mal[2].
- Vers 500 :
  - victoire du chef Breton Ambrosius Aurelianus sur les Anglo-Saxons à Mons Badonicus, près de Cirencester[3] (lieux et date incertains, entre 490 et 510). Émigration des Bretons en Armorique et en Irlande.
  - Benoît de Nursie fonde son premier monastère à Subiaco[4].
- 500 : Clovis bat les Burgondes à la bataille de l'Ouche près de Dijon. Gondebaud devient seul roi des Burgondes après l'assassinat de son frère Godégisile[5].
- 502 : promulgation de la loi gombette[6].
- 502-506 : guerre d'Anastase entre l'empire byzantin et la Perse sassanide, qui signent un traité de paix sur la base d'un statu quo[7].
- 506 : 
  - publication du Bréviaire d'Alaric[8].
  - campagne de Clovis contre les Alamans[9].
- 507 : Clovis Ier, roi des Francs, défait les Wisigoths à la bataille de Vouillé, victoire décisive forçant ces derniers à se replier à Toletum en Hispanie et lui assurant la suprématie dans l'ancienne Gaule romaine[10]. Narbonne est prise. Arles, assiégée par les Burgondes et les Francs, résiste et l'intervention des Ostrogoths en 508-509 coupe les Francs de la Méditerranée[11].

- Première rédaction du droit des Francs saliens, la Loi salique au début du VIe siècle. Elle mentionne le rite de la commendatio par lequel un vassal se recommande à la protection d'un seigneur qu'il s'engage à servir[12].

## Personnages significatifs
- Alaric II
- Amalaric
- Césaire d'Arles
- Clovis Ier
- Gondebaud
- Mazdak
- Mihiragula
- Symmaque (pape)
- Théodora (impératrice, femme de Justinien)
- Théodoric le Grand